# Ambasadorowie Chin w Bangladeszu
Chińska Republika Ludowa posiada swojego przedstawiciela w randze ambasadora w Ludowej Republice Bangladeszu od 1976 roku.
| L.p. | Ambasador      | Okres pełnienia funkcji          |
| ---- | -------------- | -------------------------------- |
| 1.   | Zhuang Yan     | maj 1976 - listopad 1979         |
| 2.   | Liu Shuqing    | sierpień 1980 - październik 1982 |
| 3.   | Xiao Xiangqian | luty 1983 - październik 1985     |
| 4.   | Zheng Jianying | listopad 1985 - kwiecień 1988    |
| 5.   | Chen Songlu    | sierpień 1988 - styczeń 1993     |
| 6.   | Zhang Xujiang  | luty 1993 - styczeń 1997         |
| 7.   | Wang Chungui   | luty 1997 - czerwiec 2000        |
| 8.   | Hu Qianwen     | lipiec 2000 - październik 2003   |
| 9.   | Chai Xi        | październik 2003 - marzec 2007   |
| 10.  | Zheng Qingdian | marzec 2007 - luty 2009          |
| 11.  | Zhang Xianyi   | od marca 2009                    |